# Heavy Rain Comes
Heavy Rain Comes – debiutancki album krakowskiego zespołu Corozone. Materiał na płytę został zarejestrowany i zmiksowany w sierpniu 1995 roku w "SPAART" Studio.

## Twórcy
- Krzysztof Zagajewski – śpiew, gitara, teksty
- Rob Skulski – śpiew, gitara, teksty
- Piotr Wiechniak – gitara basowa
- Bartosz Rzemieniec – perkusja

## Lista utworów
1. Frontzone – 2:06
2. Bad Blood – 3:32
3. Clear My Path – 2:52
4. I Am Proud – 5:39
5. My Evil Never Dies – 4:13
6. War C.H.V. – 4:20
7. Troops Of Tomorrow (industrial alien version) – 4:42
8. Obedience – 2:16
9. Soundtrack "The God Of.." – 2:27
10. The God Of My Life – 4:28